# Poggenpohlsmoor
Poggenpohlsmoor este o arie protejată (sit de importanță comunitară — SCI) din Germania întinsă pe o suprafață de 114 ha, integral pe uscat.

## Localizare
Centrul sitului Poggenpohlsmoor este situat la coordonatele 52°57′30″N 8°20′48″E / 52.9583°N 8.3467°E.

## Înființare
Situl Poggenpohlsmoor a fost declarat sit de importanță comunitară în octombrie 1998 pentru a proteja 1 specie de plante.

## Biodiversitate
Situată în ecoregiunea atlantică, aria protejată conține 7 habitate naturale: Vegetație psamofilă uscată cu pășuni deschise de Corynephorus și Agrostis, Lacuri eutrofice naturale cu vegetație de tip Magnopotamion sau Hydrocharition, Fânețe de joasă altitudine (Alopecurus pratensis, Sanguisorba officinalis), Mlaștini turboase de tranziție și turbării mișcătoare, Păduri acidofile de stejar bătrân cu Quercus robur pe câmpii nisipoase, Mlaștini împădurite, Păduri aluvionare cu Alnus glutinosa și Fraxinus excelsior (Alno-Padion, Alnion incanae, Salicion albae).
La baza desemnării sitului se află o specie protejată de  plante: moșișoare (Liparis loeselii).
Pe lângă speciile protejate, pe teritoriul sitului au mai fost identificate 2 specii de plante.